# Граф, Артуро
Артуро Граф (итал. Arturo Graf; 1848—1913) — итальянский поэт, писатель

, литературовед, историк литературы, профессор литературы и сравнительного языкознания в Туринском университете.

## Биография
Артуро Граф родился 19 января 1848 года в городе Афины, его отец был выходцем из Германии.
В большей части его произведений отражается безотрадный пессимизм, объясняемый отчасти его происхождением. Итальянским языком он владел в совершенстве, но основа его поэзии заключает в себе, по оценке русского критика Ю. А. Веселовского, что-то «чуждое итальянскому духу».
Первая книга стихов А. Графа, обратившая на него внимание публики, озаглавлена была «Medusa» (1889); за ней последовали «Dopo il tramonto» (1892), «Le Danaidi», «Morgana», «Versi», «Poesie e novelle» и другие. В них часто говорит о всемогуществе смерти, жалкой участи людей, тщете всех надежд и грез, безучастном равнодушии природы и т. п. — несколько приближаясь, местами, к воззрениям Джакомо Леопарди. По выражению Жана Дорни, смерть является музой Графа.
Стихотворения Артуро Графа, при жизни автора, были почти не известны русской публике и не переводились на русский язык, единственное исключение — перевод стихотворения «Смерть-царица», принадлежащий С. Головачевскому.
Артуро Граф писал также критические и историко-литературные этюды, как, например, его статья «Любовь после смерти», которая была напечатана в итальянском журнале «Nuova Antologia».
Интерес читателей и критиков вызвали и его «Драматические поэмы» (итал. Poemetti drammatici), вышедшие недавно отдельной книгой. Сюжеты этих небольших поэм весьма разнообразны. Иногда А. Граф брал их из Евангелия или христианских преданий; в других случаях его внимание привлекали такие темы, как встреча Фауста с вечным скитальцем Агасфером. Немаловажную роль играет в «Драматических поэмах» и философский элемент, отражающийся, например, в «Лабиринте», затрагивающем трагизм человеческой участи, которая представляется автору непрерывною цепью ошибок, страданий и тревог.
По истории литературы наиболее известны следующие труды Графа: «Dell’epica neolatina»; «Origine del dramma moderno»; «Storia letteraria ed i suoi metodi»; «Roma nella memoria e nelle immaginazioni del medio evo»; «La leggenda del paradiso terrestre»; «Prometeo nella poesia»; «La leggenda dell’aurora». Его перу также принадлежит книга «Complementi della Chanson d’Huon de Bordeaux» изданная в 1878 году.
В числе его учеников - поэт Джованни Чена. 
Артуро Граф умер 30 мая 1913 года в городе Турине.